# 辛酉政变
辛酉政变，又称祺祥之变、祺祥政变或北京政变。1861年（咸丰十一年，农历辛酉年）咸丰帝逝世后由東太后慈安、西太后慈禧和道光帝六子恭亲王奕訢、道光帝七子醇亲王奕譞等人，联合发动的宫廷政变，肅清了咸丰帝遺命的顧命八大臣勢力。而後由慈安、慈禧執政，是為两宫听政。

## 概述
咸豐帝因英法聯軍，率領妻小、臣工逃至熱河承德避暑山莊，卻心力交瘁，咸豐辛酉年（1861年）七月，咸豐帝一病不起而駕崩，遺命由怡親王載垣、鄭親王端華、戶部尚書肅順（端華之弟）、額駙景壽、兵部尚書穆蔭、吏部左侍郎匡源、禮部右侍郎杜翰、太僕寺少卿焦祐瀛八人为「贊襄政務大臣」，俗稱「顧命八大臣」，輔導年幼的獨子載淳登基執政，八大臣當中肅順鋒頭最健。但是八大臣與載淳的生母葉赫那拉氏西太后慈禧嚴重不和，慈禧於是與咸豐帝正室鈕祜祿氏東太后慈安合作，並要御史董元醇奏請由兩宮皇太后垂簾聽政，近支親王輔政，自然遭遇肅順等嚴厲反對。於是慈禧、慈安秘密聯合了恭親王奕訢、醇親王奕譞、蒙古親王僧格林沁、軍機大臣文祥、大學士賈楨、兵部侍郎勝保等人合謀奪權。借新帝回鑾登基，慈禧命肅順護送咸豐帝靈柩由熱河行走，自己卻是趕回北京召見奕訢等人，安排政變，趁肅順尚未入都，朝廷即下令拘捕了顧命八大臣，载垣、端华被賜死，肃顺被棄市，其餘被貶，廢除八大臣原擬年號「祺祥」，改為「同治」，史稱「祺祥之變」或「辛酉之變」。

## 背景
咸豐十一年（1861年）七月十七日，咸豐帝崩於行在避暑山莊煙波致爽殿。皇長子同治帝繼位。同時依遺詔，由肅順、載垣、端華、景壽、穆蔭、匡源、杜翰、焦祐瀛為顧命八大臣，肅順為首，輔導皇帝施政。
- 载垣—怡亲王
- 端华—郑亲王
- 肃顺—协办大学士、户部尚书
- 景寿—额驸
- 穆荫—军机大臣、兵部尚书
- 匡源—吏部左侍郎
- 杜翰—礼部右侍郎
- 焦祐瀛—太仆寺少卿

以上八人，均为赞襄政务大臣（又稱顧命八大臣），为咸丰皇帝为皇太子载淳（同治帝）指派的辅助大臣，总摄朝政。但咸豐同時又將「御賞」、「同道堂」兩方小璽分別賜給皇后鈕祜祿氏和載淳，並規定凡以後下發諭旨必須鈐用此二璽為憑，用以制衡八大臣權力。

## 原因
政變主要原因應是權力分配不均，導致爭奪權力所致；咸豐原先規畫以八大臣(肅順、載垣、端華、景壽四人代表皇親國戚勢力，穆蔭、匡源、杜翰、焦祐瀛四人代表軍機大臣勢力)處理政務，佐以兩宮太后制衡，共同輔佐幼主同治；不料，八大臣(均年約四十五歲)一則企圖獨攬朝政大權，排除兩宮參政，二則低估了兩宮太后(東太后慈安廿五歲、西太后慈禧廿六歲)的政治智慧與謀略，另一方面，宗族中近親的恭亲王奕訢(廿八歲)、醇亲王奕譞(廿一歲)与蒙古親王僧格林沁、軍機大臣文祥等被排斥在最高权力之外，亦极为不满。於是兩宮太后与奕䜣等人密謀联合，发动政变。

## 過程

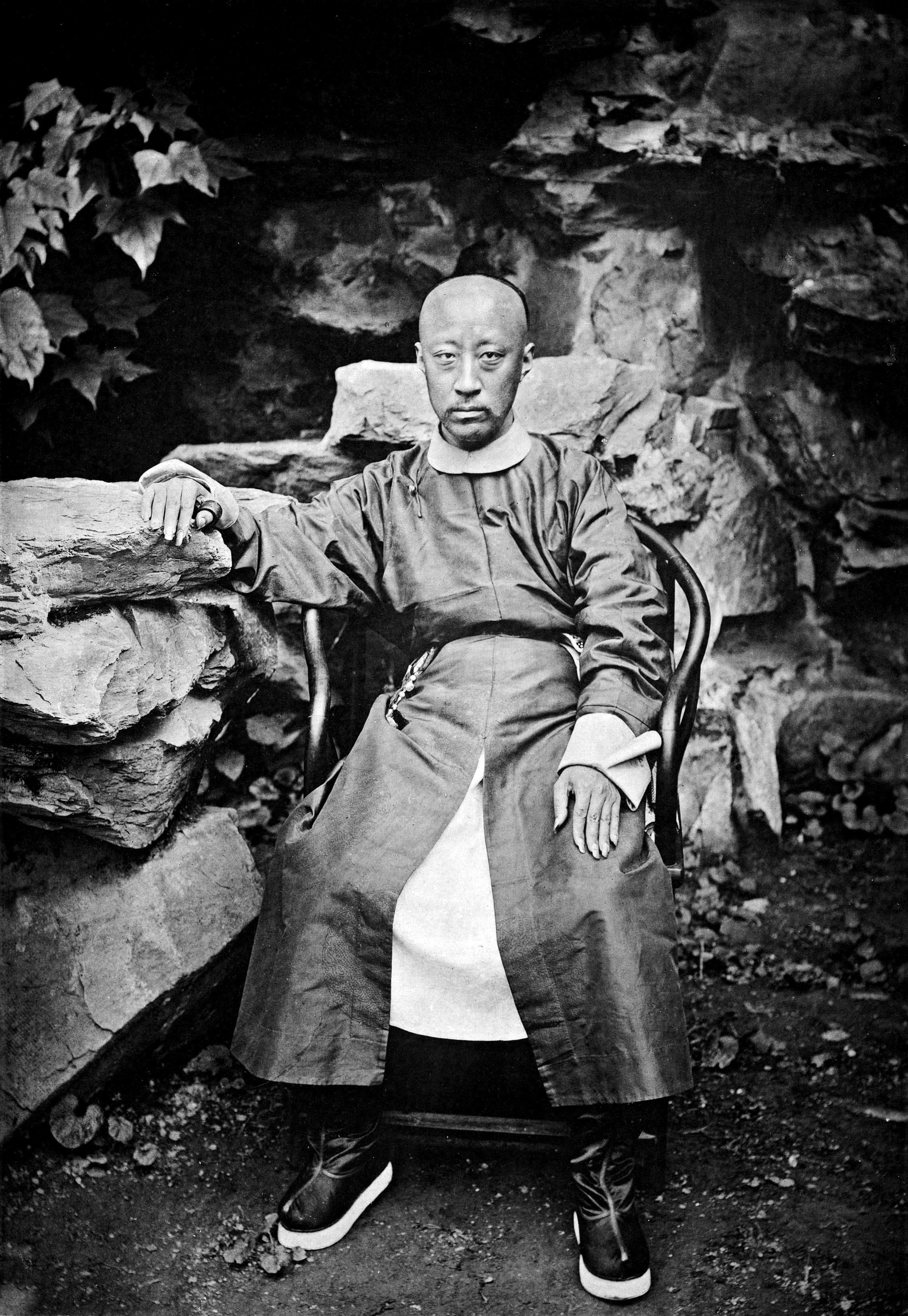
道光帝六子奕訢

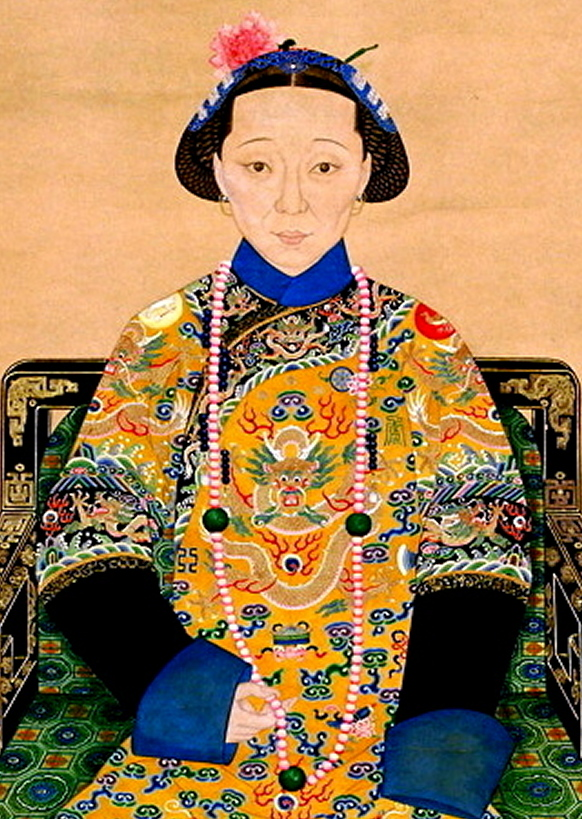
慈安太后

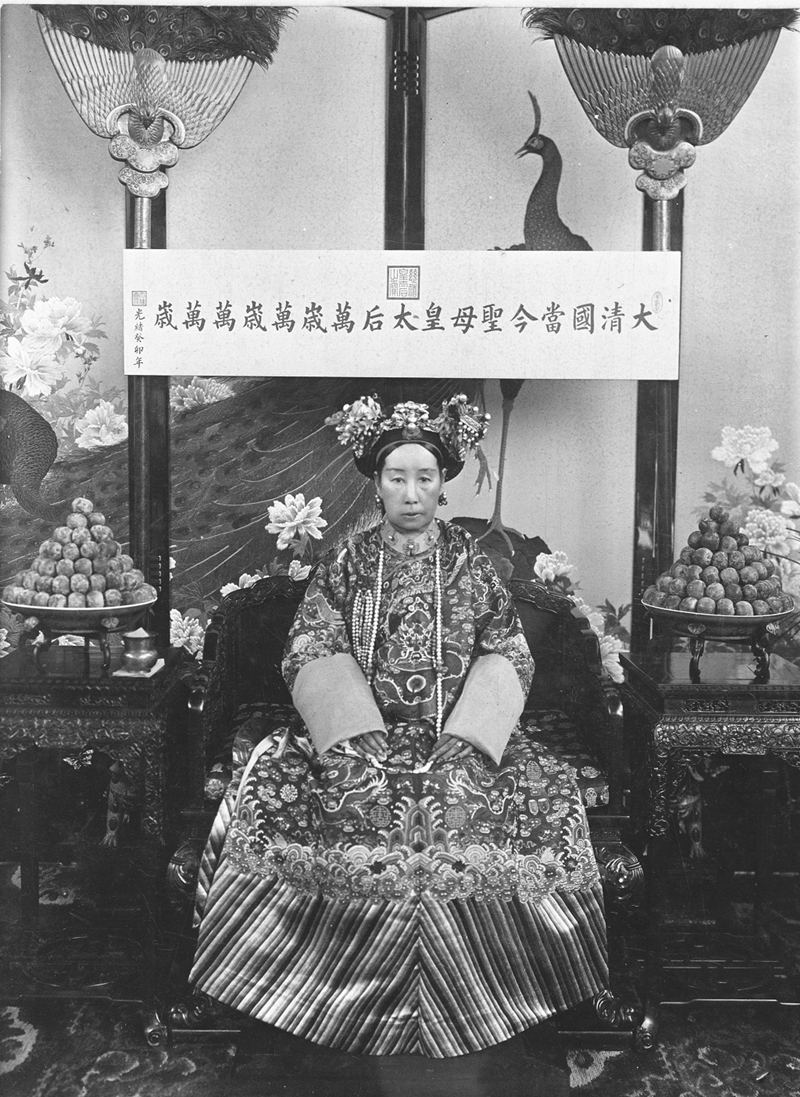
慈禧太后

- 9月5日，恭親王奕訢以奔丧为名赶赴热河，与慈安、慈禧秘密聯繫，謀劃政變[7]。
- 9月14日，山东道监察御史董元醇奏请兩宮皇太后垂帘听政，并派近支亲王辅政。被八大臣以我朝“向來无皇太后垂帘听政之礼”驳回，雙方激烈辩论[8]。奕訢在北京争取到了外国势力的支持，拉拢大学士桂良、贾楨、周祖培、户部尚书沈兆霖、刑部尚书赵光，并得到在京畿握有重兵的钦差大臣、兵部侍郎勝保和科尔沁亲王僧格林沁的支持[9]。
- 10月26日，咸丰帝的梓宮从熱河承德起运回京，叶赫那拉氏暗使计策，故意让肃顺押後护送梓宫而行，自己和载淳先期到达北京，随即召见奕訢安排政变事宜[10]。
- 11月2日，下詔逮捕载垣、端华，派醇郡王奕譞捕獲尚在密云的肃顺[11]。肃顺被捕时大骂道：“悔不早治此贱婢！”被押回宗人府，見载垣、端华斥责道：“若早从吾言，何至有今日？”
- 11月3日，命奕訢为议政王，在军机处行走，并以桂良等五人为军机大臣。
- 11月8日，诏载垣、端华赐死，肃顺斩首[12]；其余五人撤职，穆荫發配军台，景寿則保留公爵及额驸品级。
- 11月11日，载淳正式即位，至此慈安、慈禧和奕訢实质掌握了清中央统治权。兩位太后废除八大臣原拟年号“祺祥”，改明年为“同治”元年。

## 結果
顧命八大臣中载垣、端华被賜死，肃顺被斬棄市，除額駙景壽，其餘均被貶，廢除八大臣原擬年號「祺祥」，改為「同治」，慈安、慈禧和奕訢大獲全勝，实质掌握了清中央统治权，將原先由顧命八大臣和兩宮太后，兩方制衡共治格局，轉變為慈安、慈禧和奕訢三方並治朝政。

## 评价
- 历史学者萧瀚认为，这场政变是慈禧的一个主要成就，因为它结束了咸丰皇帝和八大臣的无能和蛮横的统治，为清朝带来了至少三十年的和平和稳定。萧瀚还指出，这场政变得到了当时大多数大臣的支持和赞赏。萧瀚对辛酉政变的评价与传统的历史观有很大的不同[13]。

## 相關影視
- 《慈禧秘密生活》（1995年電影）- 剧中讲述了慈禧太后发动政变的過程。还有《垂帘听政》

- 《戲說慈禧》（1993年台灣中視電視劇）